# تصاویر غنی
تصاویر غنی بخشی از روشهای نرم‌افزاری است، روش تصاویر غنی، مکانیزمی را برای یادگیری مشکلات پیچیده یا ناکارآمد بوسیله کشف دقیق ("غنی") فراهم می‌کند. به‌طور معمول، روش تصاویر غنی از قاعده مشخصی پیروی نمی‌کند و معمولاً شامل نمادها، طرح‌ها یا «الگو ها» هستند و می‌توانند حاوی مقدار زیادی اطلاعات (تصویری) باشند. تصویر تمام شده ممکن است برای دیگر ذینفعان مسئله مورد نظر ارزشمند باشد، زیرا احتمال دارد که بسیاری از جنبه‌های مختلف این وضعیت را بدست آورند، اما ارزش واقعی این روش این است که سازندگان را وادار می‌کند تا عمیقاً دربارهٔ مشکل فکر کنند و درک آن را به اندازه کافی برای بیان تصویری کند (یک فرایند شناخته شده به عنوان یادگیری عمل است).
تصاویر غنی، یک روش نموداری از ارتباط تجربیات و درک خودتان با یک مشکل خاص از طریق شناسایی و پیوند دادن یک سری مفاهیم هستند. تصاویر غنی شرایطی را برای تفکر در مورد یک وضعیت فراهم می‌کند. تصاویر غنی باید بر ساختار و فرایندهای یک وضعیت خاص متمرکز شوند.